# Khalid Mahmood (homme politique britannique)
Pour les articles homonymes, voir Khalid Mahmood et Mahmood.
Khalid Mahmoud (né le 13 juillet 1961) est un homme politique britannique. Membre du Parti travailliste il est député pour la circonscription de Birmingham Perry Barr de 2001 à 2024. Diplômé de l'UCE Birmingham, il est conseiller de la ville avant de devenir député.
Il est le secrétaire parlementaire du ministre Tony McNulty, du 10 novembre 2005 au 6 septembre 2006.